# 崔懿之
崔懿之（3世纪—318年），上党郡屯留县（今山西长治市北）人，中国十六国汉赵大臣，刘聪时中书监。
崔懿之善于相面，元熙元年（304年），刘渊建汉国，上党人崔懿之、匈奴后部人陈元达担任黄门郎。刘聪时为中书监。太兴元年（318年）刘聪耽于后宫，立宦官、佞臣、侍中王沈的养女为左皇后，崔懿之与尚书令王鉴、中书令曹恂等竭力劝谏“臣听说王者立后，效法乾坤相配，在世时承嗣宗庙，去世后配祀后土，必须选择世德名门，幽闲令淑的女子，才能相称于四海之望，使神灵满意。汉成帝立赵飞燕为皇后，使子嗣灭绝，社稷毁为废墟，这是前代教训。自麟嘉年间，中宫之位，不以道德。即便是王沈的妹妹或女儿，也不过阉宦小丑，且不可以让她们沾污后妃之位，何况是王沈的婢女！六宫妃嫔，都是王公贵胄的子孙，怎能让婢女做她们的主人！臣恐怕这不是国家之福。”，刘聪大怒，将他们处死。崔懿之临刑对靳准说：“你的心像枭镜一样残忍，定是国家的祸害。你既要吃人，别人也会吃你。”